# Lancia
Lancia Automobiles SpA — італійська автомобілебудівна компанія. 
Основне виробництво розташоване в Турині (Італія). Заснована в 1906 році. Засновником став Вінченцо Лянча (Vincenzo Lancia).

## Історія

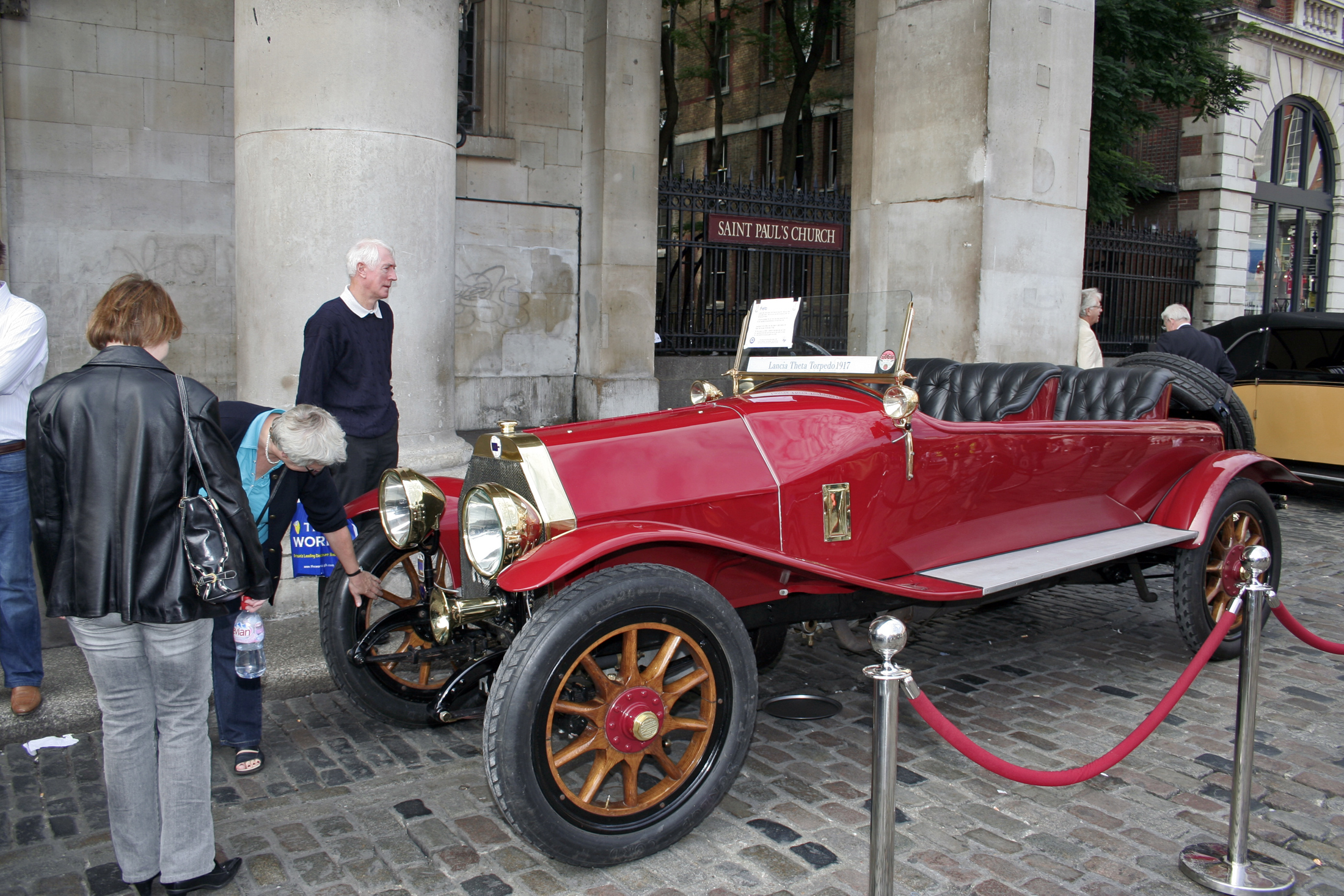
Lancia Theta

27 листопада 1906 відомий гонщик Вінченцо Лянча разом зі своїм компаньйоном Клаудіо Фоджоліном заснував у Турині фірму Fabbrica Automobili Lancia.
Через рік, 23 вересня, з воріт заводу виїхав перший автомобіль під маркою «Лянча». Це була модель 18-24 HP. Пізніше за порадою старшого брата Вінченцо став називати свої машини літерами грецького алфавіту. Природно перша модель отримала ім'я Alpha. У 1908 році на базіАльфа була спроєктована модель Dialpha з шестициліндровим двигуном. У 1913 році з'явилася модель Theta. Саме на цій моделі вперше було серійно встановлено електроосвітлення (інші виробники пропонували його як опцію). Theta зажила слави дуже надійного автомобіля.

Під час Першої світової війни «Лянча» стала військовим підприємством і перейшла на випуск вантажівок і бронетехніки — панцерника Lancia I.Z.. У цей період були розроблені нові двигуни: 8- і 12-циліндрові. По війні площа заводських територій уже становила 60 000 м². Було розпочато виробництво нової моделі Каппа. У 1921 році з воріт заводу виїхав перший у світі автомобіль з несучим кузовом — Lambda.?, Ця модель мала незалежну підвіску. Машина випускалася з 1921 до 1931 року. 1928 випустили модель Dilambda.

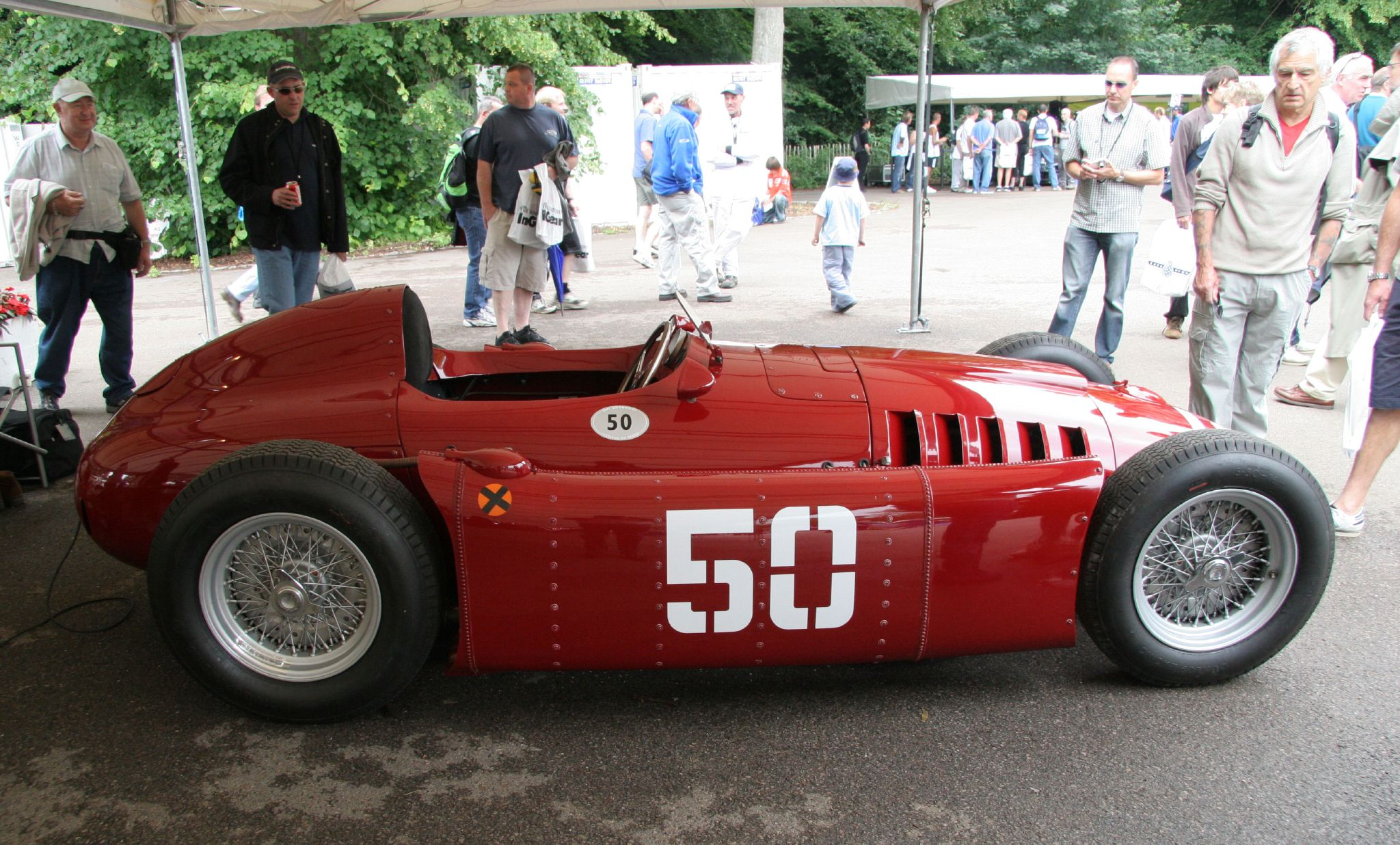
Lancia D50A (1954)

Наступною моделлю стала Astura. Завдяки запатентованому механізму з'єднання двигуна і рами в салоні не відчувалися вібрації силового агрегату. Останньою моделлю, в розробці якої взяв участь Вінченцо Лянча, була Aprilia. 15 лютого 1937 Вінченцо Лянча помер. У тому ж роціAprilia стала на конвеєр.
На зміну Aprilia прийшла нова модель Aurelia. Кузов для цієї машини був спроєктований ательє Pininfarina, а конструктором виступив Вітторіо Яно (творець автомобілів Alfa Romeo 20-30-х років). Особливість цієї моделі — 6-циліндровий V-подібний двигун (тоді вважалося, що збалансувати його неможливо).
У 1960 році «Лянча» відмовилася від класичної схеми, представивши першу передньопривідну машину Флавію, спроєктовану Антоніо Фесс (Antonio Fessia), знаменитим творцем Topolino. На «Flavia» встановили 4-циліндровий опозитний двигун з робочим об'ємом 1498 см ³, через 3 роки збільшеним до 1798 см ³.
У 1969 році «Лянча» увійшла до складу концерну ФІАТ.

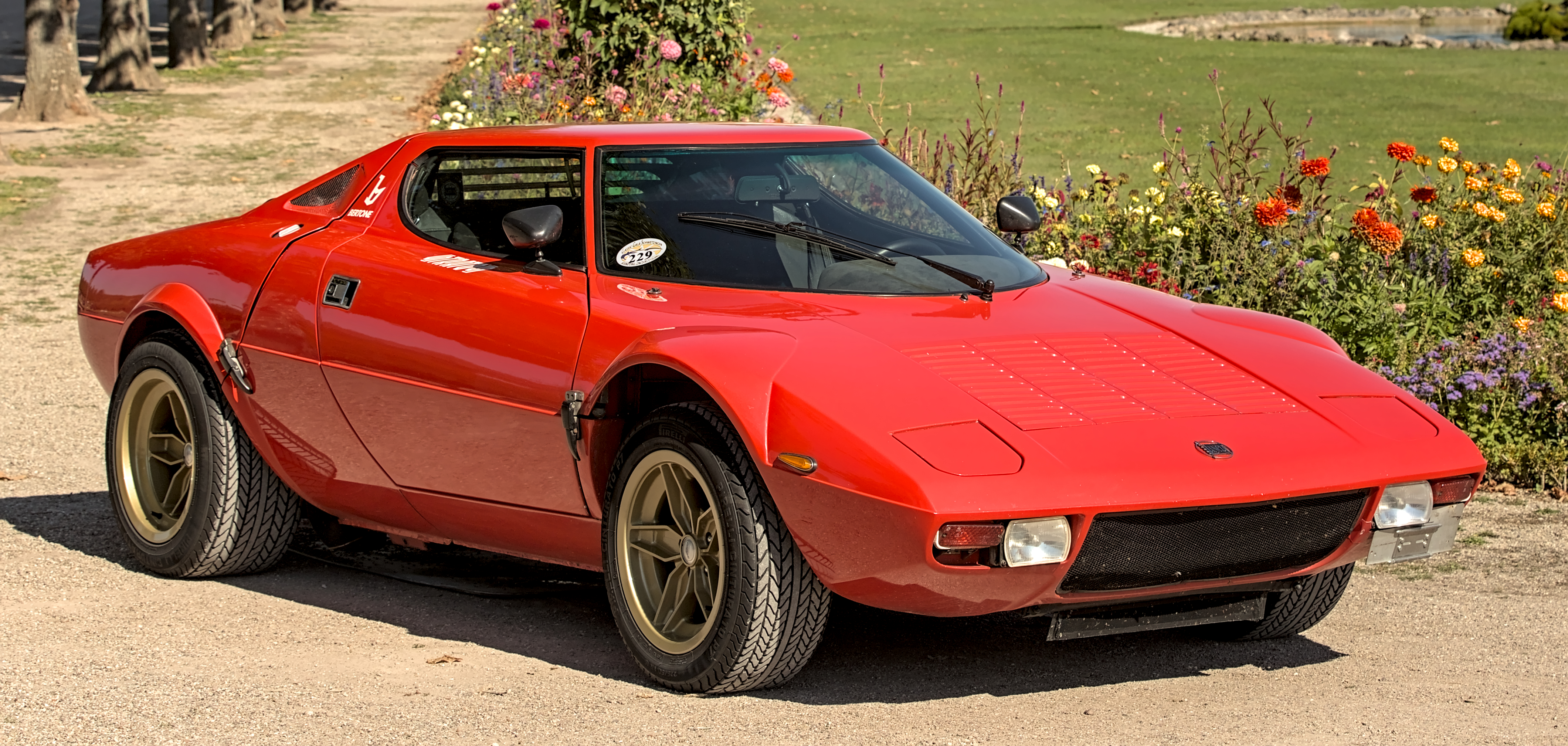
Lancia Stratos HF (1973-1978)

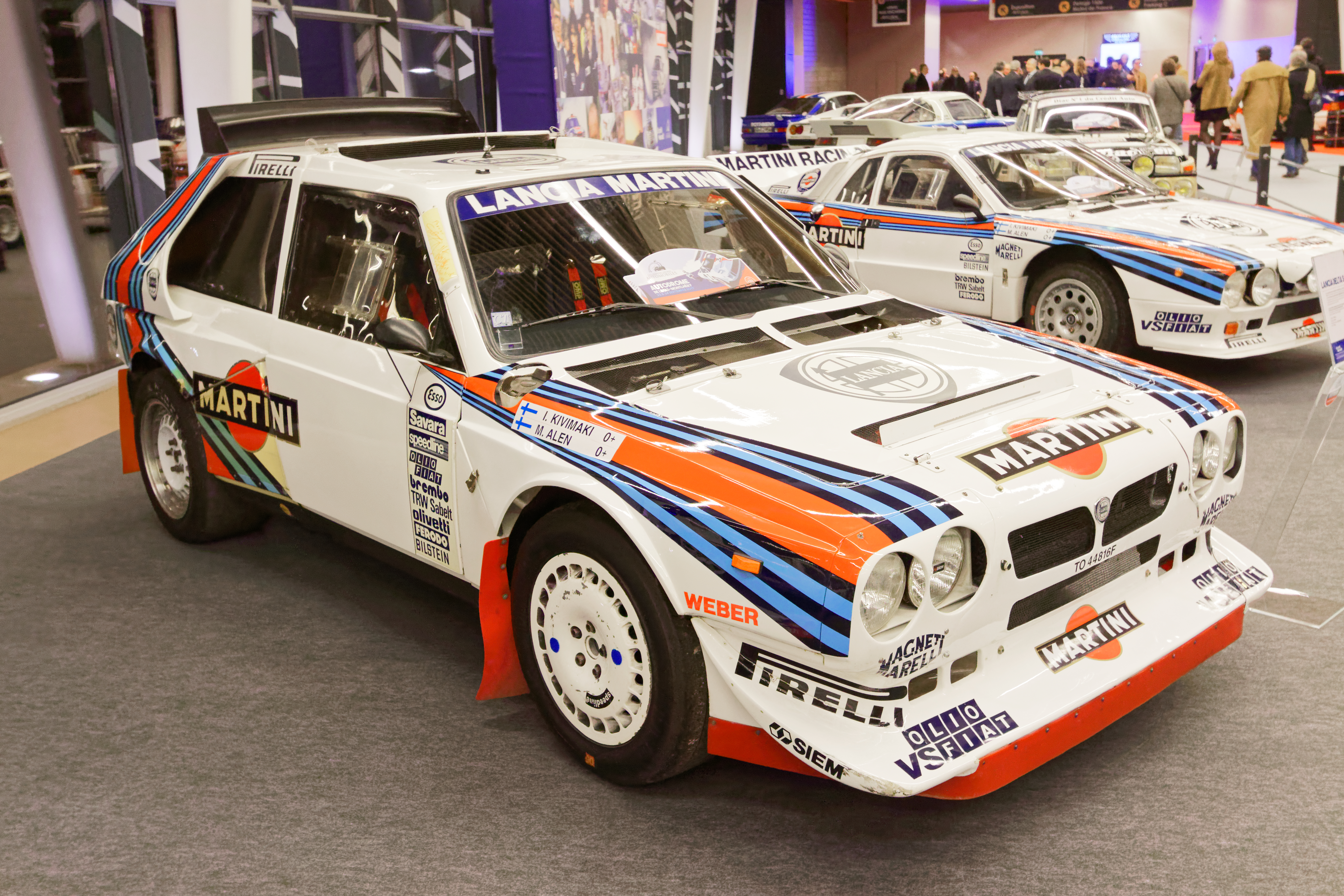
Lancia Delta S4 (1985-1986)

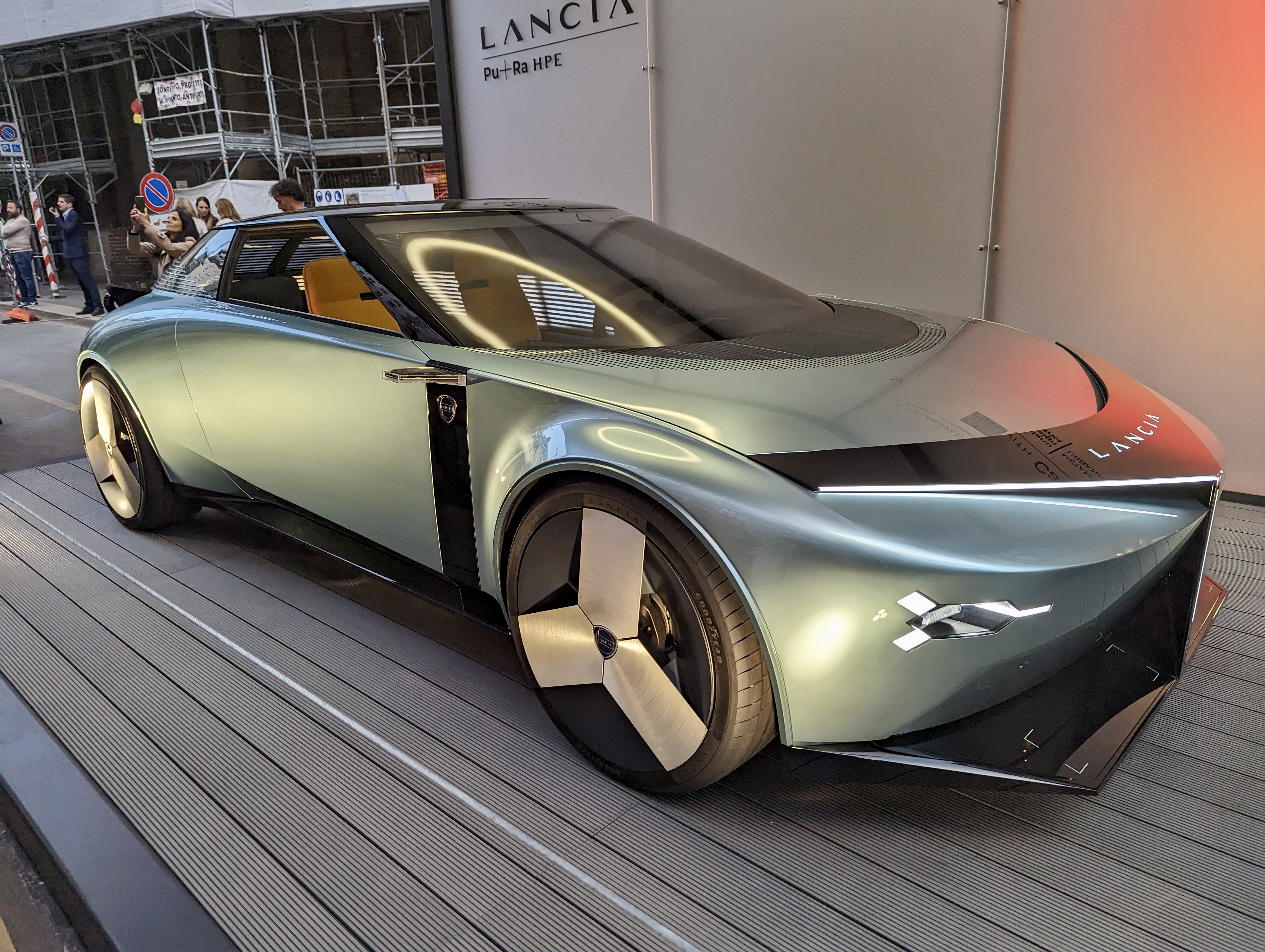
Lancia Pu+Ra HPE (2023)

У 1972 році на ринку з'явилися Lancia Beta з поперечно розташованими двигунами, що мали два верхні розподільні вали. 
У 1972 році була створена спортивна модель Stratos з средньодвигуновим компонуванням. На цю машину встановлювався двигун V6 Ferrari Dino потужністю 190 кінських сил. Три роки поспіль Lancia Stratos вигравала чемпіонат світу з ралі. 
У 1984 році була випущена Lancia Thema, яка являла собою перероблений Fiat Croma. 
З 1994 року покупцям пропонувався 8-місний універсал підвищеної місткості Lancia Zeta, уніфікований з Fiat Ulysse, Peugeot 806 та Citroen Evasion.
Після 2015 року під брендом Lancia проводиться виробництво та продаж лише моделі Ypsilon, яка отримала невеликий фейсліфт у 2020 році, виключно на італійському ринку.   
Незважаючи на сумніви щодо майбутнього бренду після завершення злиття Stellantis у 2021 році, Lancia стала частиною спільної групи з дочірніми компаніями Alfa Romeo та DS Automobiles для розробки нових моделей преміум-класу для 2024 модельного року.  
 У рамках плану відновлення Stellantis для Lancia Лука Наполітано був призначений генеральним директором автовиробника, а Жан-П’єр Плуе — його головним дизайнером. 
У червні 2021 року було анонсовано три нові електричні моделі: новий субкомпактний автомобіль, який став четвертим поколінням Ypsilon ; компактний кросовер (під кодовою назвою L74)  — підтверджено пізніше у квітні 2023 року як п’ятидверний фастбек CUV під назвою Gamma, випуск якого запланований на 2026 рік;  і компактний хетчбек, який, ймовірно, стане новою Delta. 
28 листопада 2022 року Лука Наполітано заклав наріжний камінь «відродження» Lancia, представивши новий логотип і представивши нову мову дизайну Pu+Ra (Pure + Radical) — через скульптуру під назвою Pu+Ra Zero.
Знакову решітку Calice було переосмислено як нову Y-подібну світлодіодну підпис із новим написом над ними замість щита.   
Круглі задні ліхтарі ззаду віддають данину спортивного автомобіля Stratos. Пізніше всі ці дизайнерські форми були застосовані в повнофункціональному концепт-карі: Lancia Pu+Ra HPE Concept, представленому 15 квітня 2023 року в Мілані. 
12 грудня 2023 року прототип четвертого покоління Ypsilon був знайдений на глибині каналу в регіоні Монбельяр, Франція, неподалік від заводу Stellantis у Сошо; оприлюднивши свій остаточний дизайн за кілька місяців до офіційної презентації. Вважалося, що модель була вкрадена під час тестування перед затопленням.
14 лютого 2024 року Lancia офіційно запускає четверте покоління Ypsilon, спочатку обмежене виробництво під назвою Ypsilon Edizione Limitata Cassina, спільно розроблене Lancia та італійським виробником високоякісних меблів Cassina SpA. Виробництво моделі обмежено 1906 одиницями, кількість вказує на заснування Lancia в 1906 році. 
Lancia Ypsilon домінувала на італійському ринку в перші місяці 2024 року, зафіксувавши виняткові показники для бренду. За підсумками першого кварталу було продано 12 923 одиниці, що на 16,4% більше, ніж за той самий період 2023 року. 
У травні 2024 року Lancia оголосила про відновлення підрозділу HF Performance, представивши абсолютно нову версію Ypsilon HF, яка буде випущена в травні 2025 року разом із версією Rally4 тієї ж моделі, сигналізуючи про (спочатку обмежене) повернення до чемпіонатів з ралі.
Станом на липень 2024 року Lancia Ypsilon завершила перше півріччя 2024 року з 24 709 проданими одиницями, збільшивши обсяги на 3%, а частка ринку склала 2,8%, що відповідає показникам минулого року, підтвердивши себе як один із найбільш продаваних автомобілів. у своєму сегменті.   
18 липня 2024 року нарешті доставлено першу нову Lancia Ypsilon.

### Історія логотипів

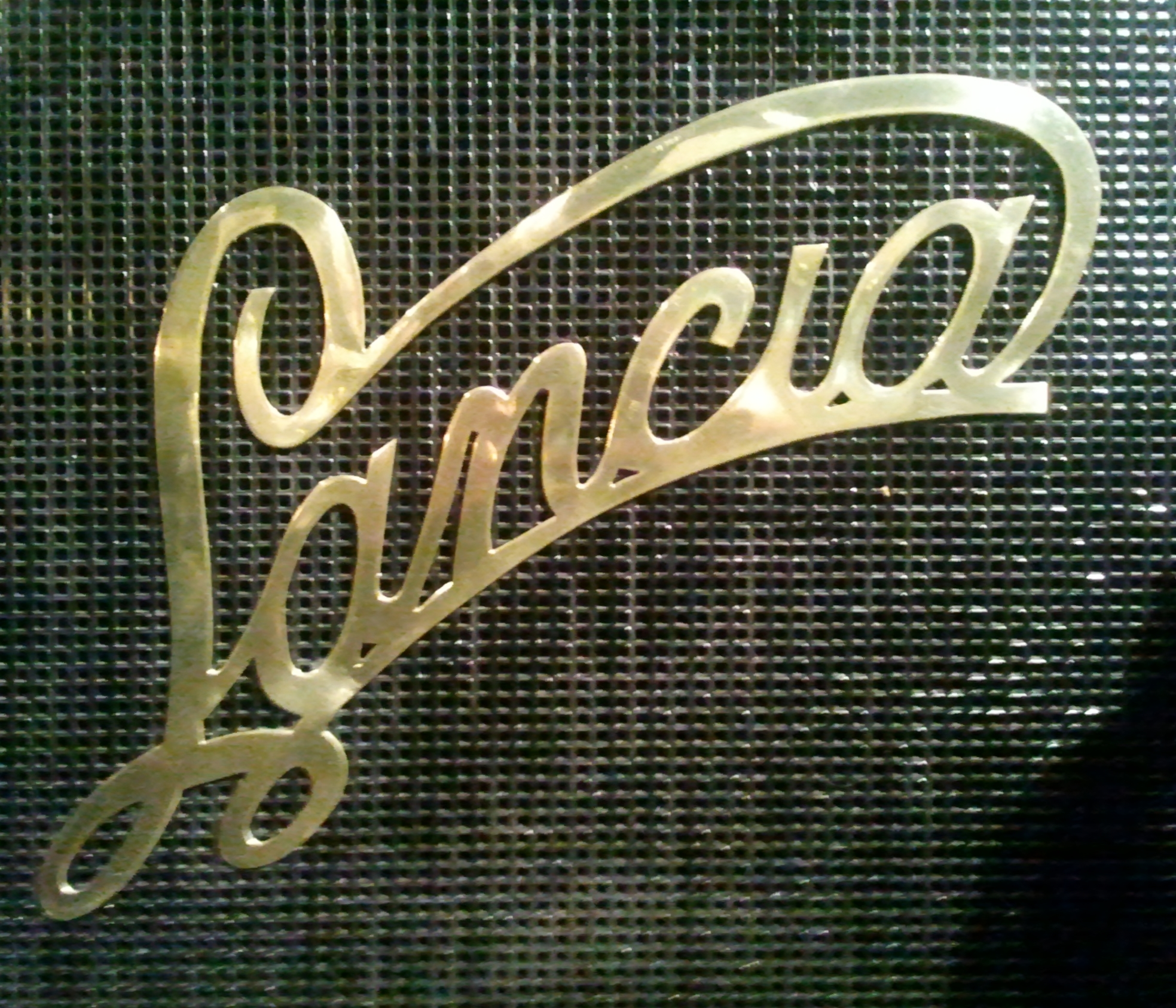
1907-1911
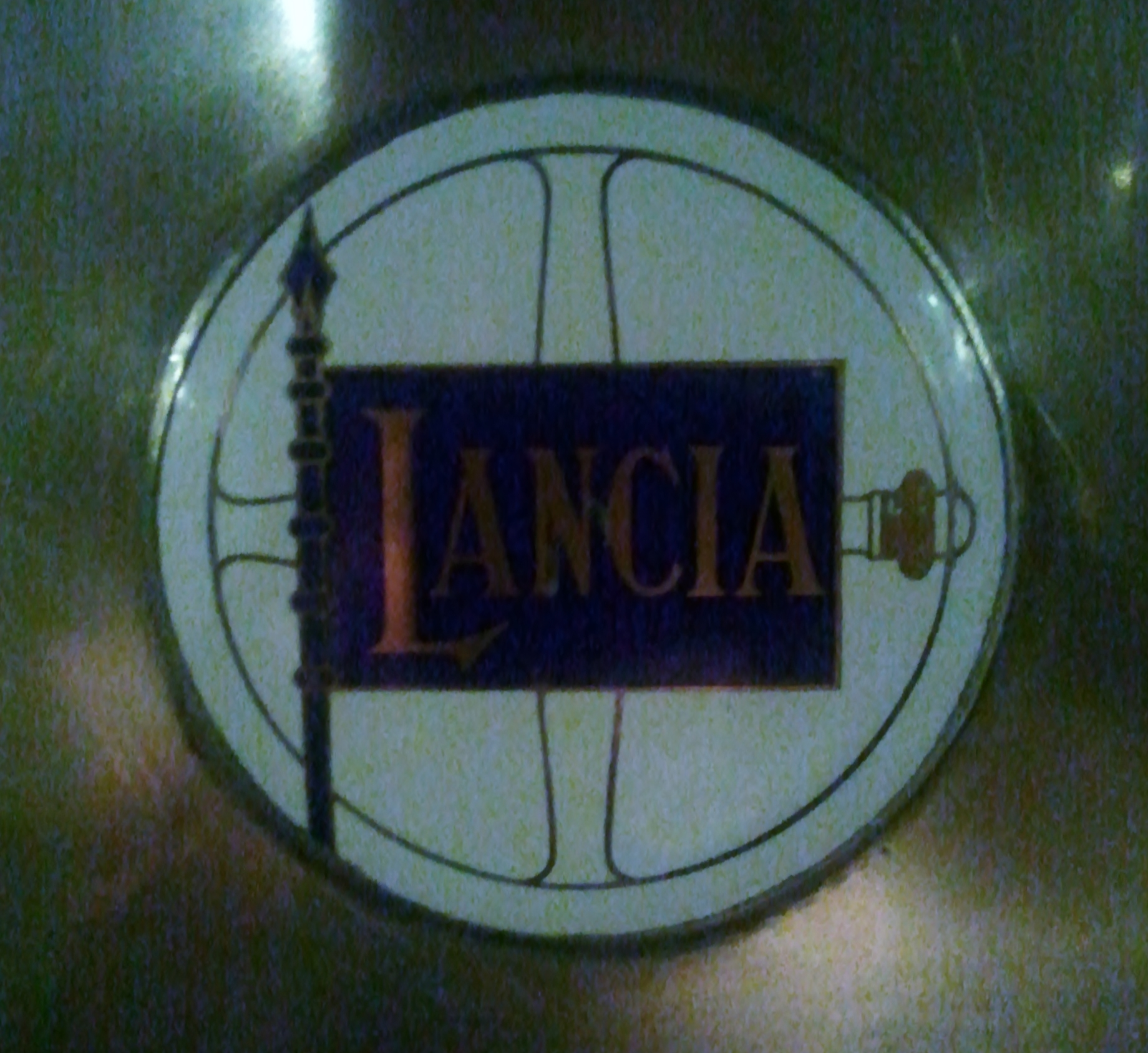
1911-1929
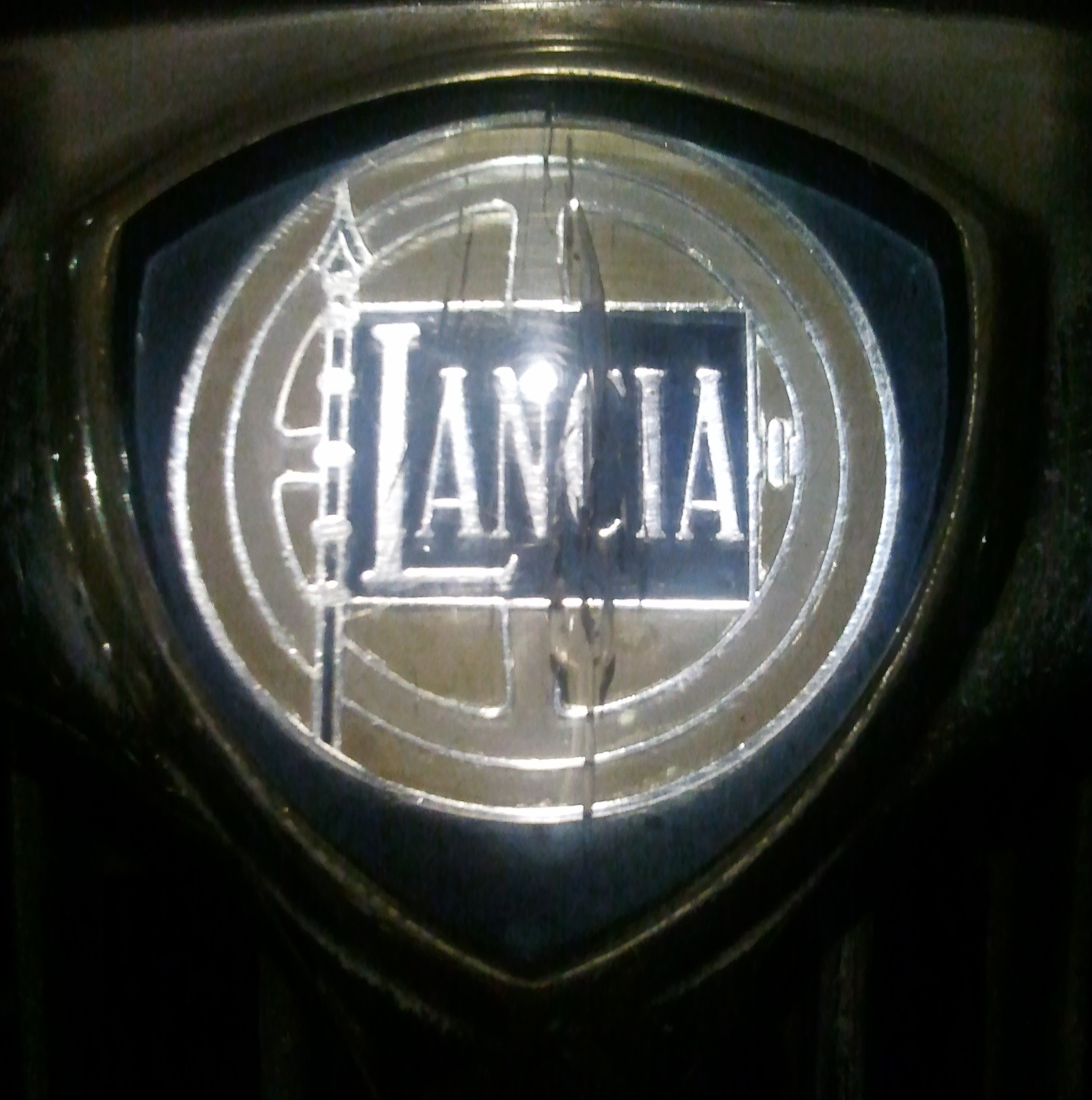
1929-1957
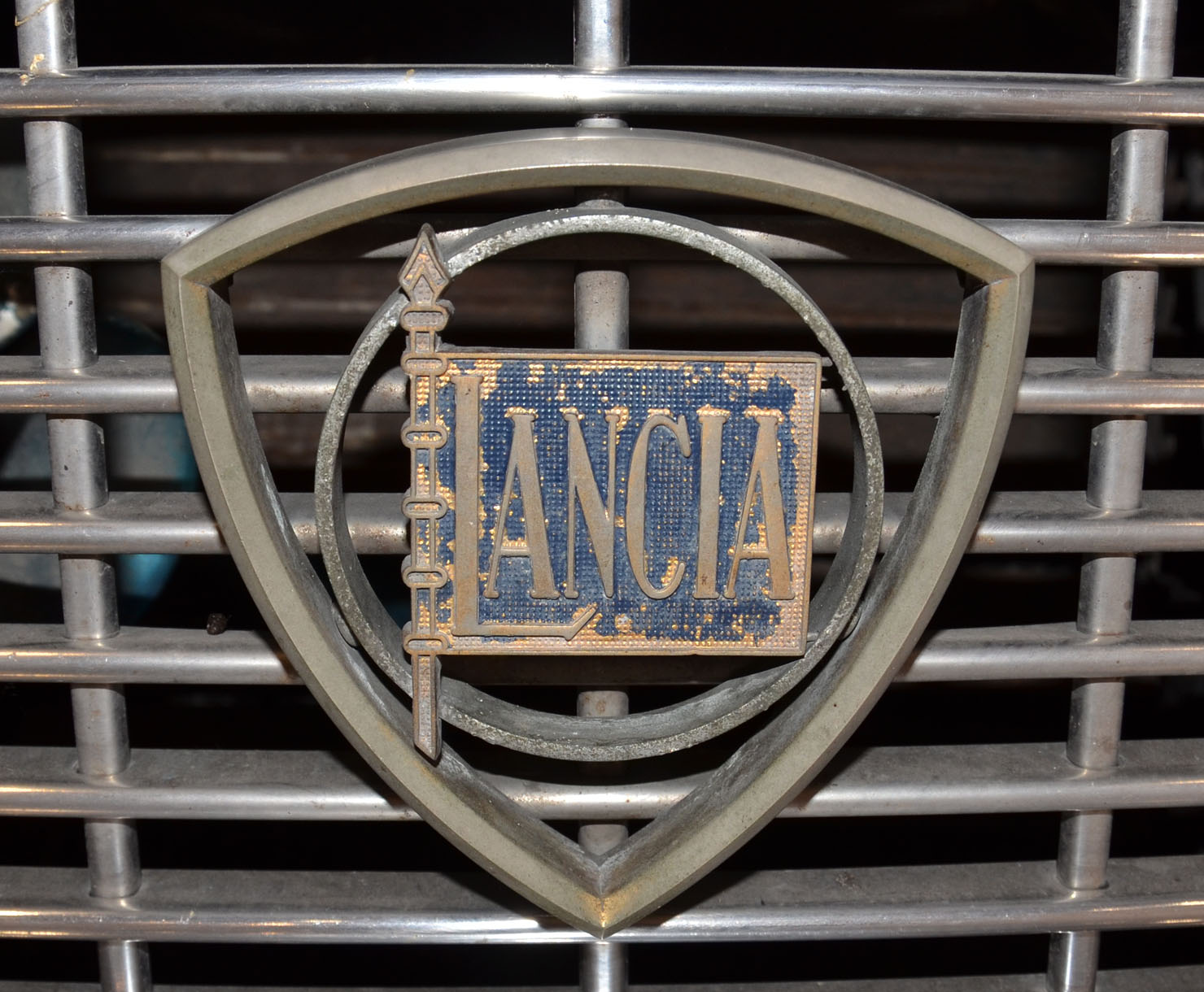
1957-1974
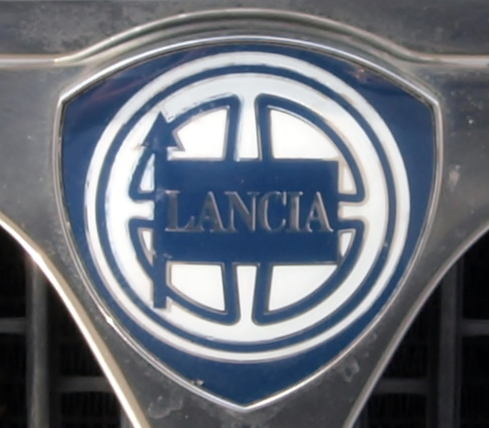
1974-2007
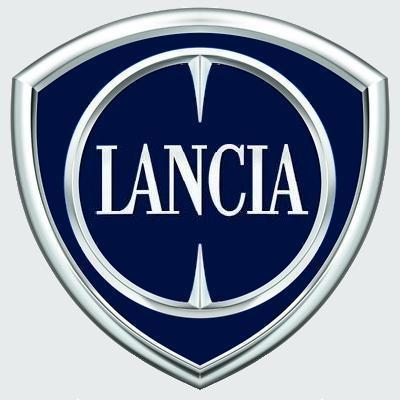
2007-2024
2022-

## Моделі
- Ypsilon

## Співпраця з іншими автовиробниками

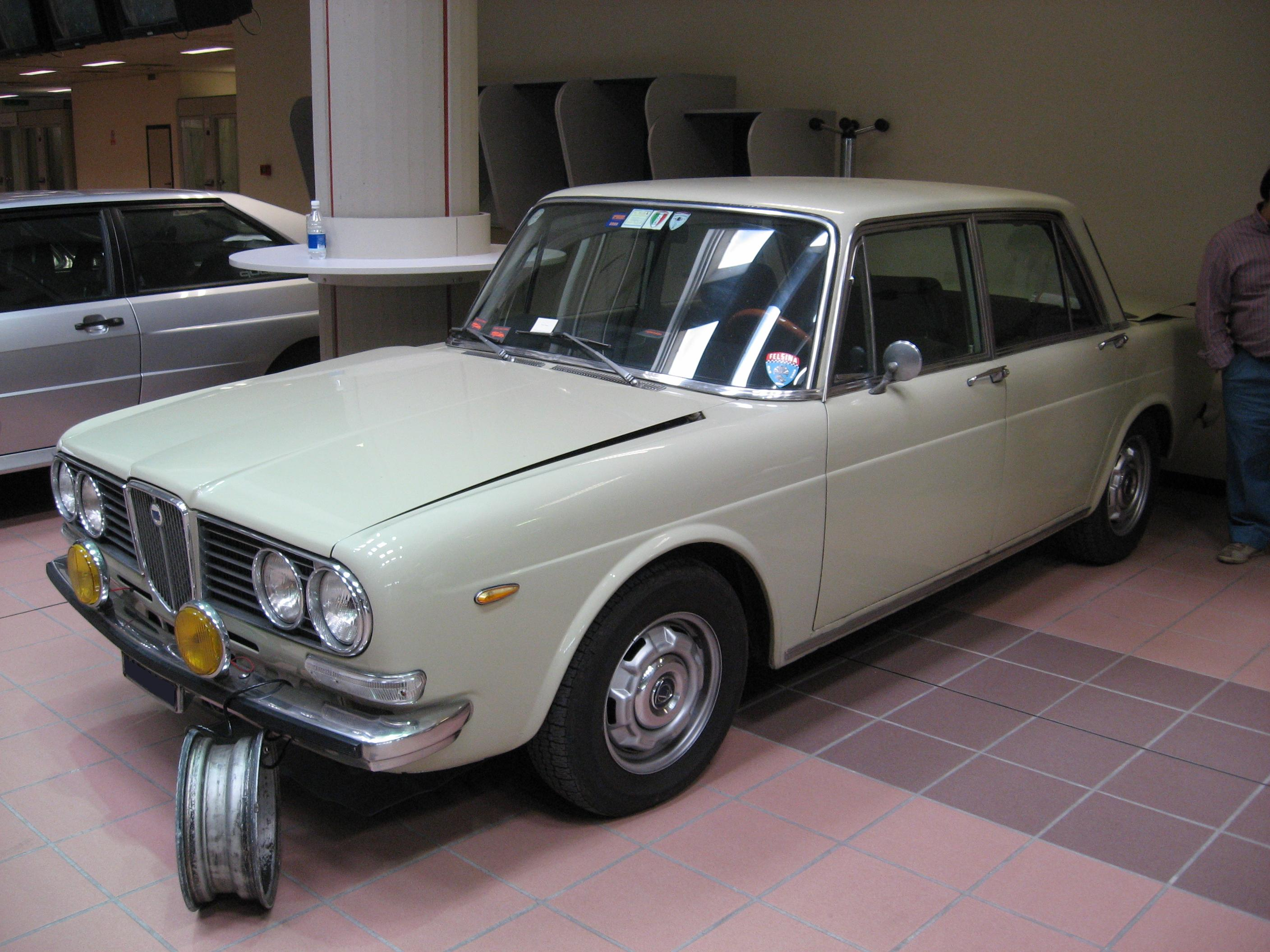
Lancia Flavia

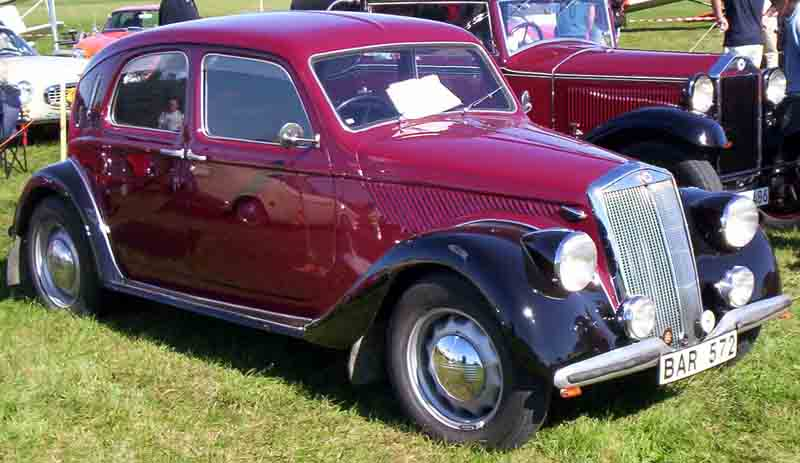
Lancia Aprilia

У 1969 році «Лянча» прийняла пропозицію «Фіата» з продажу контрольного пакета акцій. Але незважаючи на входження до складу «Фіата» «Лянча» продовжила самостійну розробку нових моделей, таких як Stratos, Delta, Гама та Бета.
У 1980-х компанія тісно співпрацювала з СААБ. Модель Дельта продавалася в Швеції як Saab 600, а Lancia Thema була побудована на одній платформі з Fiat Croma, Saab 9000 і Alfa Romeo 164.